# Crucial Response Records
Crucial Response Records és un segell discogràfic independent alemany que publica principalment discos de música hardcore straight edge.
Algunes de les bandes més representatives del segell són Manliftingbanner, Think Twice, Mainstrike i Spawn. A més, nombroses bandes noruegues han publicat àlbums amb Crucial Response Records com Onward, Damage Control, Sportswear, Insurance Risk i Tiebreak.